# Талгарский район
Талгарский район (каз. Талғар ауданы) — административная единица на юге Алматинской области Казахстана. Административный центр — город Талгар.

## География
Талгарский район расположен в южной части Алматинской области, в предгорной зоне Заилийского Алатау. Климат района — резко континентальный с жарким летом и холодной зимой. Почвы в основном тёмно-каштановые, которые в южной части сменяются чернозёмами. На территории района представлены практически все ландшафты от ледников до полупустынных районов.
Из полезных ископаемых в районе имеются месторождения камня, гранита, песка, гравия и глины.
На территории района находится особо охраняемый Алматинский заповедник, часть Иле-Алатауского государственного национального парка.

## Население
Национальный состав (на начало 2019 года):
- казахи — 125 351 чел. (63,77 %)
- русские — 35 880 чел. (18,25 %)
- уйгуры — 19 049 чел. (9,69 %)
- турки — 5 059 чел. (2,57 %)
- азербайджанцы — 3 138 чел. (1,60 %)
- курды — 1 512 чел. (0,77 %)
- татары — 1 096 чел. (0,56 %)
- корейцы — 874 чел. (0,44 %)
- немцы — 816 чел. (0,42 %)
- узбеки — 709 чел. (0,36 %)
- греки — 585 чел. (0,30 %)
- украинцы — 384 чел. (0,20 %)
- киргизы — 363 чел. (0,18 %)
- поляки — 234 чел. (0,12 %)
- чеченцы — 261 чел. (0,13 %)
- дунгане — 38 чел. (0,02 %)
- белорусы — 53 чел. (0,03 %)
- другие — 1 165 чел. (0,59 %)
- Всего — 196 567 чел. (100,00 %)

## Административно-территориальное деление
Административно-территориальное деление района:
| Сельский округ/город               | Население, чел. (2009) | Населённые пункты |
| ---------------------------------- | ---------------------- | --- |
| Талгарская городская администрация | 45529                  | город Талгар |
| Алатауский сельский округ          | 12726                  | село Кызылкайрат, село Алмалык, село Алтындан, село Амангельды, село Байбулак, село Береке, село Орман, село Рыскулово, село Чимбулак                |
| Бельбулакский сельский округ       | 14905                  | село Бельбулак, село Бирлик, село Талдыбулак |
| Бескайнарский сельский округ       | 2120                   | село Бескайнар, село Котырбулак |
| Бесагашский сельский округ         | 15625                  | село Бесагаш, село Акбулак |
| Туздыбастауский сельский округ     | 12577                  | село Туздыбастау |
| Кайнарский сельский округ          | 10054                  | село Еркин, село Достык, село Еламан, село Жалкамыс, село Жанаарна, село Жаналык, село Коктал, село Кайнар, село Даулет, село Сактан, село Теренкара |
| Гульдалинский сельский округ       | 13637                  | село Гульдала, село Киши Байсерке |
| Панфиловский сельский округ        | 20321                  | село Панфилово, село Аркабай, село Жибек Жолы, село Каменское плато, село Карабулак, село Тонкерис, село Тузусай                                     |
| Кендалинский сельский округ        | 10944                  | село Кендала, село Акдала, село Актас, село Енбекши                                                                                                  |
| Нуринский сельский округ           | 8689                   | село Нура, село Каратоган, село Остемир, село Туганбай                                                                                               |

Подготовлено постановление акимата и решение маслихата Талгарского района "Об изменении границ (черт) населенных пунктов Талгарского района".
Так, по Кендалинскому сельскому округу принято решение: изменить границу (черту) села Акдала с уменьшением на 29,9947 гектаров, установив новые границы села Акдала общей площадью 705,433 гектаров; изменить границу (черту) села Кендала с уменьшением на 59,2225 гектаров, установив новые границы села Кендала общей площадью 220,806 гектаров.
Проект постановления был представлен на публичное обсуждение до 26 декабря.
9 июля 2024 года совместным решением Алматинского областного маслихата и постановлением Акимата Алматинской области часть земель района войдут в состав города Алатау. Документ вступает в силу по истечении десяти календарных дней после его официального опубликования.

## Главы
1. Умралиев Талгат Абенович
2. Садыкова Райхан Нурмурзаевна 21 января 2013 - 2018
3. Сатбаев Рыскелды Ахметкалиевич 9 апреля 2018  (04.2018-09.2019)
4. Умаров Жолан Ыбрайахынович с 13.09.2019 (скончался)